# 빌리켄

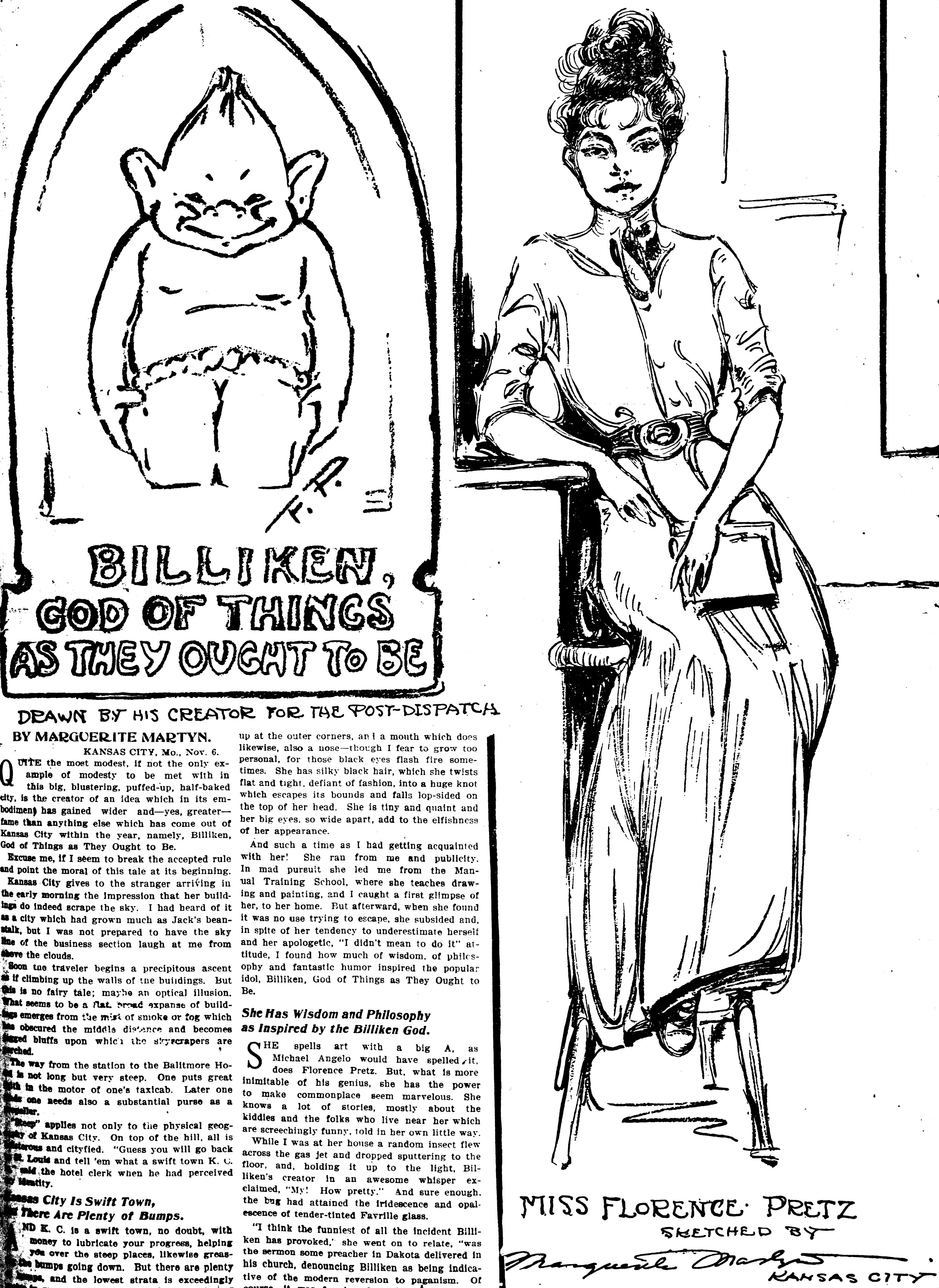

빌리켄(Billiken)은 미국의 미술교사이자 일러스트레이터인 미주리주 캔자스시티 출신의 플로렌스 프레츠(Florence Pretz)가 꿈에서 신비한 모습을 보았다고 만든 부적인형이다. 프레츠는 블리스 카맨의 1896년 시 "Mr. Moon: A Song Of The Little People"에서 빌리켄이라는 이름을 발견했다고 믿어진다. 1908년에 그녀는 빌리켄의 장식 디자인에 대한 디자인 특허를 취득하고 이를 시카고의 빌리켄 컴퍼니에 판매했다. 빌리켄은 뾰족한 귀, 장난스러운 미소, 뾰족한 머리에 머리카락 다발을 가진 원숭이 같았다. 그의 팔은 짧았고 일반적으로 다리를 앞으로 쭉 뻗고 앉아 있었다.
빌리켄을 사면 행운이 따른다고 했지만, 선물로 받으면 더 좋은 행운이 찾아온다고 한다. 이미지에는 저작권이 있으며 이름에는 상표가 표시되었다. 몇 년 간의 인기를 얻은 후 빌리켄은 무명으로 사라졌다. 유사하기는 하지만 1909년 12월 레이디스 홈 저널에 데뷔한 빌리켄과 아기 같은 큐피 피규어는 동일하지 않다.
오늘날 빌리켄은 세인트루이스에 위치한 예수회 기관인 세인트루이스대학교와 세인트루이스대학교 고등학교의 공식 마스코트이다. 빌리켄은 또한 프리메이슨리와 제휴한 초대 전용 슈라이너 그룹인 광대 왕립 기사단(Royal Order of Jesters)의 공식 마스코트이기도 하다. 빌리켄은 또한 일본의 장난감 및 모형 제조 회사(1976년 설립)인 빌리켄 쇼카이의 이름이 되었다.